# کیش و مات (فیلم ۲۰۲۱)
کیش و مات (به تلگو: Check) فیلمی هندی محصول سال ۲۰۲۱ و به کارگردانی چاندرا سکهار یلتی است. در این فیلم بازیگرانی همچون نیتین، راکول پریت سینگ، پریا پراکاش واریر و سیمران چودهاری ایفای نقش کرده‌اند.